# Chaudardes
Chaudardes ist eine französische Gemeinde mit 91 Einwohnern (Stand: 1. Januar 2022) im Département Aisne in der Region Hauts-de-France. Sie gehört zum Arrondissement Laon und zum Kanton Villeneuve-sur-Aisne.

## Lage
Die Gemeinde Chaudardes liegt an der Aisne am Südostrand des Höhenzuges Chemin des Dames, 22 Kilometer nordwestlich von Reims. Nachbargemeinden von Chaudardes sind Pontavert im Nordosten, Concevreux im Südosten, Cuiry-lès-Chaudardes im Südwesten sowie Beaurieux im Nordwesten.

## Bevölkerungsentwicklung
| Jahr                       | 1962 | 1968 | 1975 | 1982 | 1990 | 1999 | 2006 | 2013 | 2021 |
| -------------------------- | ---- | ---- | ---- | ---- | ---- | ---- | ---- | ---- | ---- |
| Einwohner                  | 73   | 62   | 54   | 46   | 68   | 82   | 84   | 88   | 90   |
| Quellen: Cassini und INSEE |      |      |      |      |      |      |      |      |      |

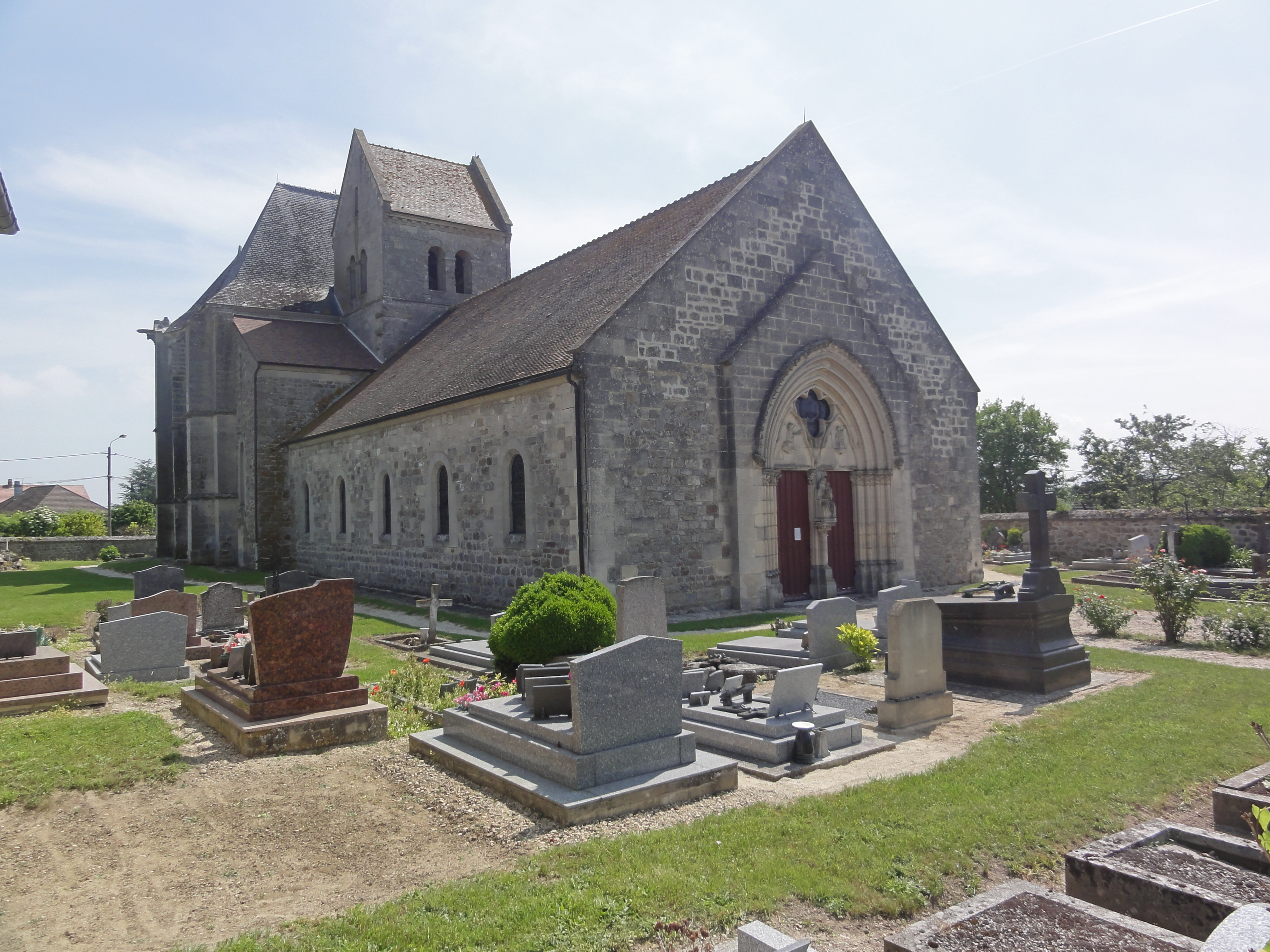
Kirche Saint-Jean-Baptiste
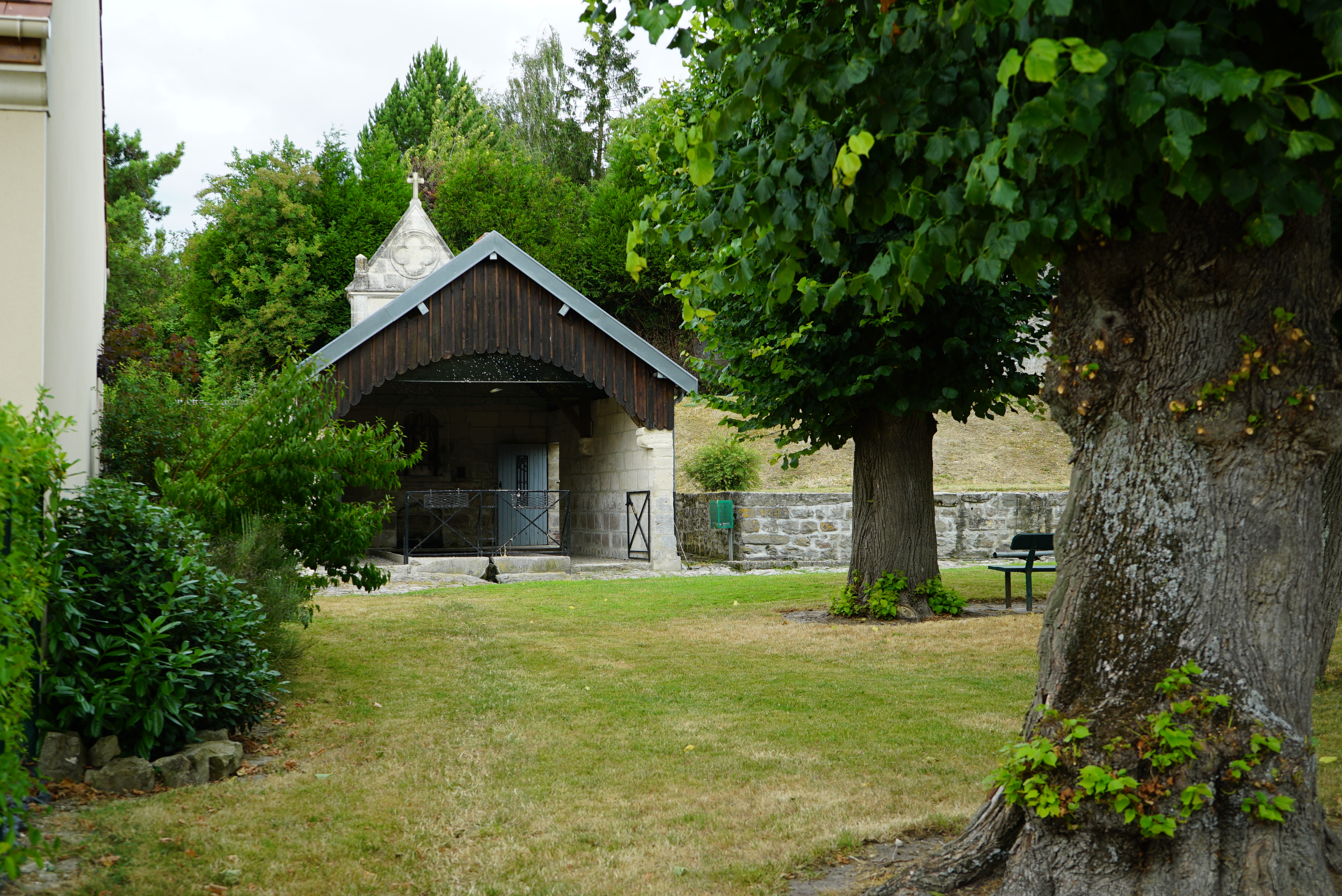
Marienkapelle (Chapelle de la Vierge-Marie) und Lavoir
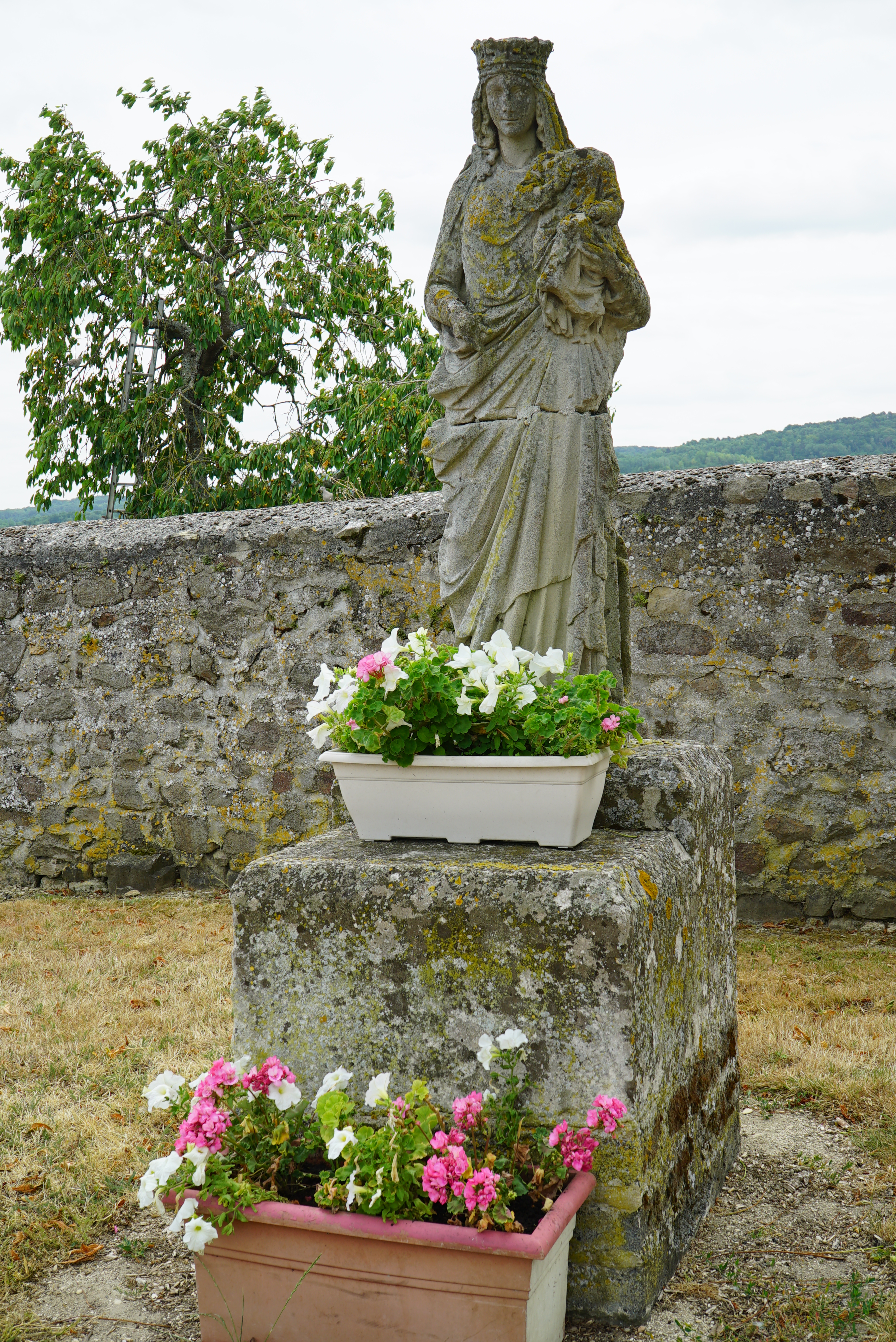
Marienstatue